# 赛特购物中心
39°55′5.524″N 116°26′34.274″E / 39.91820111°N 116.44285389°E

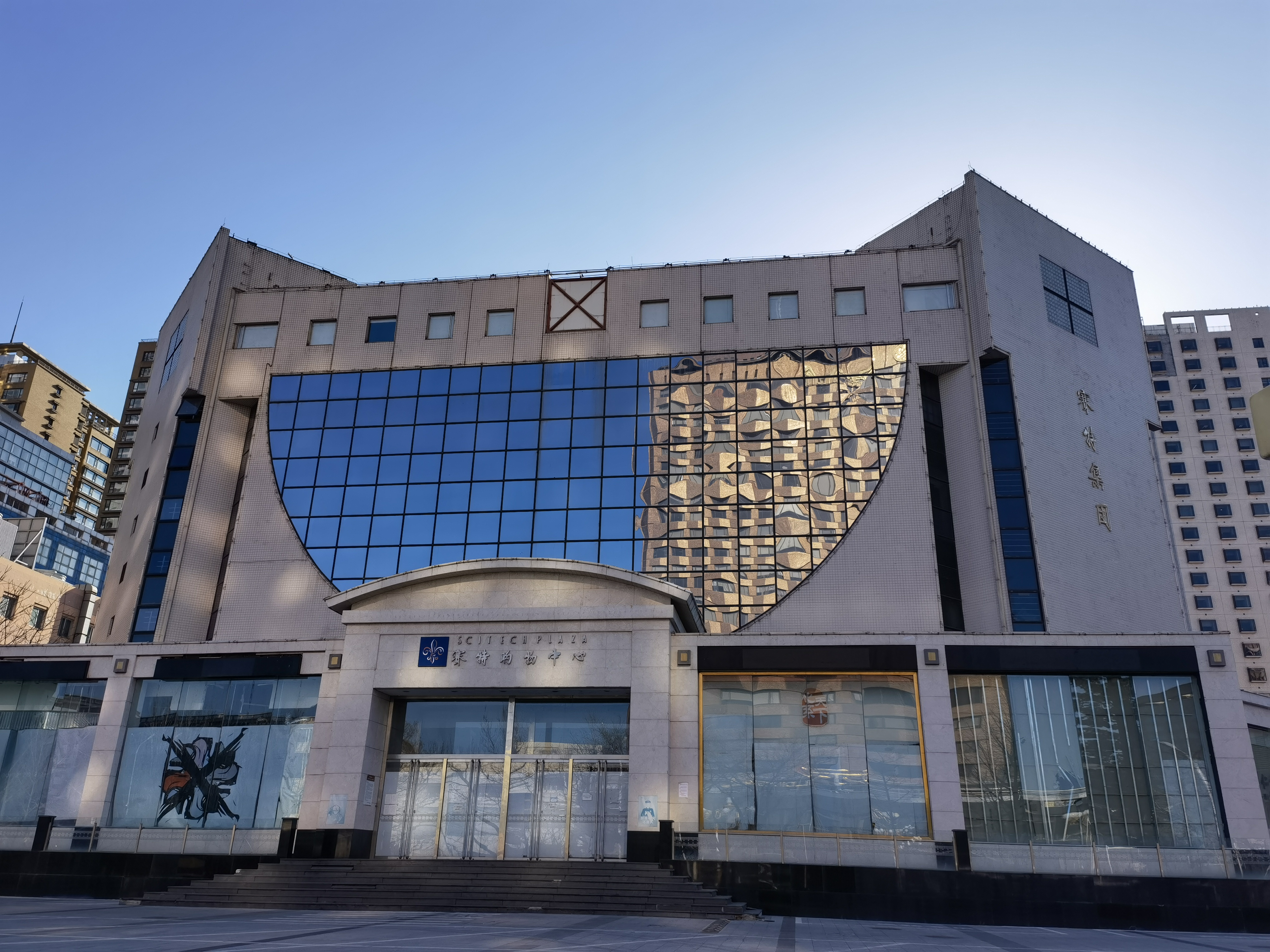
2021年12月，赛特购物中心北面

赛特购物中心，位于北京市朝阳区建国门外大街22号，由赛特集团开发管理，拥有13000平方米的营业面积。1992年12月20日，赛特购物中心正式营业。赛特是北京第二个中外合作经营的商场，与日本八佰伴合作经营，同时也是北京第一批高端商场。同时赛特购物中心还是当时北京电动扶梯最多的商场、也是第一个将奢侈品牌带入北京、第一家使用电脑联网收银和员工学历最高的商场。其地下的赛特超市还是北京第一家以进口商品为主营商品的超市。

## 停业
随着北京高端商场的增多、电商的不断发展以及赛特购物中心自身品牌老化、内部布局落伍等问题，赛特对当代年轻人的吸引力开始逐渐减弱，利润不断下降。
2019年6月30日，“赛特购物中心”公众号变更为“赛特超市”，宣布服务项目变更，由此，原赛特购物中心的经营权被分为了两部分，北京赛特百货有限公司负责经营赛特超市，其余六层由赛特集团与碧桂园合资的北京赛特碧乐城商业管理有限公司负责经营。分割后的原赛特购物中心对会员权益也做出了调整。同年9月初，赛特集团和碧桂园文商旅集团正式签订“北京赛特·碧乐城”项目合作协议，宣布要打破百货模式，升级业态，锁定高端商务及青年时尚客群，为商业注入潮文化、轻艺术。
赛特超市于2020年3月31日18点闭店后，停止营业。赛特购物中心全部停业，并计划开始改造，更名为“赛特·碧乐城”，并定位为高端购物中心。
改造开始后不久，碧桂园退出项目，原项目改造进度搁置，后金地商置二次接手，项目更名为赛特+。

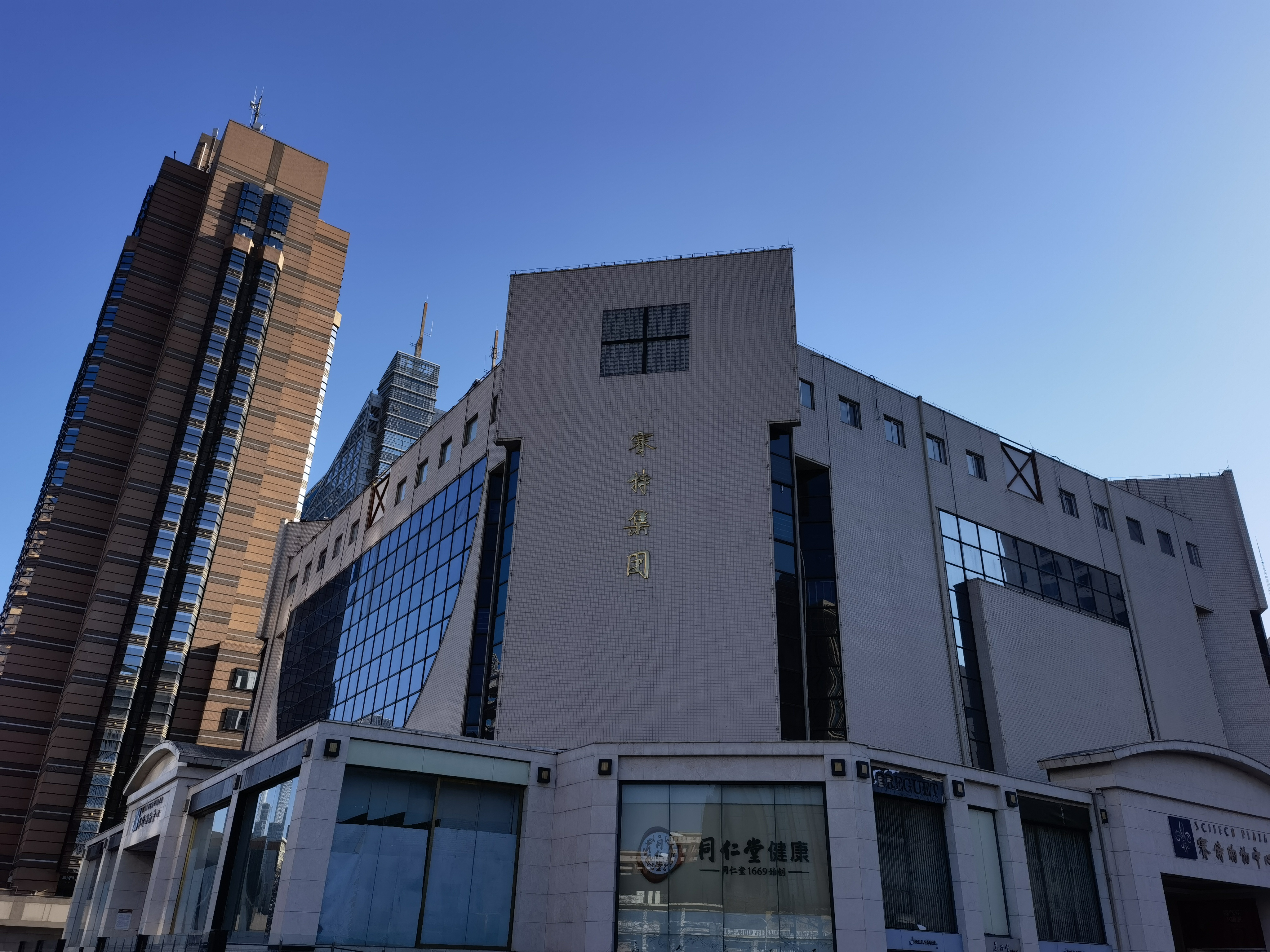
2021年12月，赛特购物中心西北面

## 重新开业
2023年12月2日，经过3年多转型升级，赛特购物中心正式更名为赛特+购物中心重新开业。赛特是北京市首批传统商场提质增效、“一店一策”升级改造试点项目，由传统商场转型为集餐饮、零售、休闲娱乐等为一体的商业综合体，定位为“北京CBD新社交聚场”。